# Movieplayer.it
Movieplayer.it è un sito web italiano dedicato al cinema, alle serie tv, all'home video e ai programmi televisivi.

## Storia
Il sito Movieplayer.it nasce nel giugno 2008 dalla fusione del sito web Castlerock.it di Luca Liguori con il preesistente canale cinema del magazine specializzato in videogiochi Multiplayer.it, avvenuta nell'autunno 2007.
Movieplayer.it si caratterizza fin dall'inizio per la sua capacità di offrire un'ampia copertura redazionale nei settori "cinema", "TV", "Serie TV", "Home Video", "personaggi", "Eventi cinematografici" e Box office, grazie all'apporto di un immenso database di contenuti cinematografici, frutto della fusione sopracitata, unitamente alla competenza di una vera redazione giornalistica specializzata.
Dal settembre 2009, Movieplayer.it è partner ufficiale "NewsDesk" del nuovo Imdb.com, impegnandosi a fornire in tempo reale estratti di tutte le proprie pubblicazioni editoriali - news, articoli, recensioni e approfondimenti - che trovano visibilità sia sulla home page di Imdb.com, sia in tutte le schede di film, serie, interpreti e news.
Nel 2010, Movieplayer.it è "Internet Media Partner Ufficiale" della quinta edizione del Festival Internazionale del Film di Roma (Roma, 28 ottobre-5 novembre 2010). È inoltre "Internet Media Partner" della ventottesima edizione del Torino Film Festival (Torino, 26 novembre-4 dicembre 2010).
Nel 2012, è Media Partner del Roma Fiction Fest (Roma, 30 settembre-5 ottobre 2012).

## Contenuti
Movieplayer.it è un portale web che offre agli utenti internet un ampio database sul cinema con schede di film, serie TV, personaggi, DVD e Blu-Ray, oltre ad un costante aggiornamento su tutto quanto riguarda l'attualità e le novità del mondo cinematografico e televisivo.
A maggio 2012 Movieplayer.it raccoglie oltre "30 mila schede film", "2000 serie tv", "80 mila articoli", "20 mila news", "10 mila video" ed informazioni su più di "300 mila personaggi" del cinema e della televisione.
Dalla sua nascita ad oggi, Movieplayer.it è stato costantemente aggiornato con nuovi servizi e nuovi contenuti redazionali:
- Durante le "Giornate Professionali del Cinema" (Sorrento – dal 1º al 5 dicembre 2008), Movieplayer presenta il progetto "Cinemameno" che offre agli esercenti di strutture cinematografiche un servizio gratuito di sostegno online grazie al quale il gestore può usufruire di uno Spazio Web esclusivamente dedicato alla sua struttura e completamente personalizzabile con foto e descrizioni della sala cinematografica. Ad un anno dal suo lancio, il progetto Cinemameno conta 155 strutture cinematografiche affiliate, distribuite in 72 provincie italiane.
- A settembre 2009 Movieplayer.it inaugura la "Business Area", una sezione del portale web interamente pensata per gli operatori dell'industria cinematografica che possono accedere a tutte le informazioni necessarie per monitorare i propri prodotti ed il mercato di riferimento. La Business Area fornisce informazioni specialistiche su ciascun film quali il risultato di incasso al box office mondiale e al box office italiano, il numero di sale italiane in cui vengono proiettati e una preziosa rassegna stampa composta dagli abstract delle recensioni pubblicate sui migliori quotidiani, sulle più qualificate riviste di settore e sui più popolari siti di cinema presenti in rete.
- A febbraio 2010 nasce "Movietrends", l'area di Movieplayer.it pensata e dedicata agli operatori del settore cinematografico che permette di valutare la popolarità di un film ancor prima della sua uscita al botteghino e di confrontare con largo anticipo più film tra di loro e capire quale di essi è più atteso.
- A luglio 2010 nasce "SheMovie", il canale di Movieplayer.it dedicato all'intrattenimento al femminile dove l'informazione cinematografica si fonde con il gossip. Il canale SheMovie offre uno sguardo glamour sul mondo del cinema, grazie anche ad una nutrita fotogallery di scatti delle star più cool del momento per cogliere i look più alla moda del Celebrity Style. Nell'ottobre 2011 il canale SheMovie viene chiuso a favore dello spin-off Bigodino.it, portale web dedicato al mondo femminile dell'editore Netaddiction S.r.l.
- A dicembre 2010 Movieplayer.it introduce per i propri utenti le "videorecensioni", ovvero la possibilità di fruire i contenuti redazionali dedicati ai film al cinema nel formato di brevi pillole video di due minuti nei quali i testi originali elaborati ed interpretati in voce dalla redazione vengono sovrapposti al trailer del film.
- Dal giugno 2011 i contenuti del portale cinematografico Movieplayer.it sono disponibili anche per dispositivi mobile. L'applicazione per iPhone, iPod touch ed iPad dotati di iOS 4 o superiore, scaricabile tramite l'App Store, permette di accedere all'intero archivio del portale web.
- Il 7 maggio 2014 va online una versione del sito più moderna e sviluppata con un design responsivo, che permette a Moviplayer.it di cessare il supporto per l'applicazione mobile.[4]